# Ina Isings
Clasina Ina Isings (* 5. Februar 1919 in Soest; † 3. September 2018 in Bilthoven) war eine niederländische Klassische Archäologin, insbesondere für römisches Glas.

## Leben

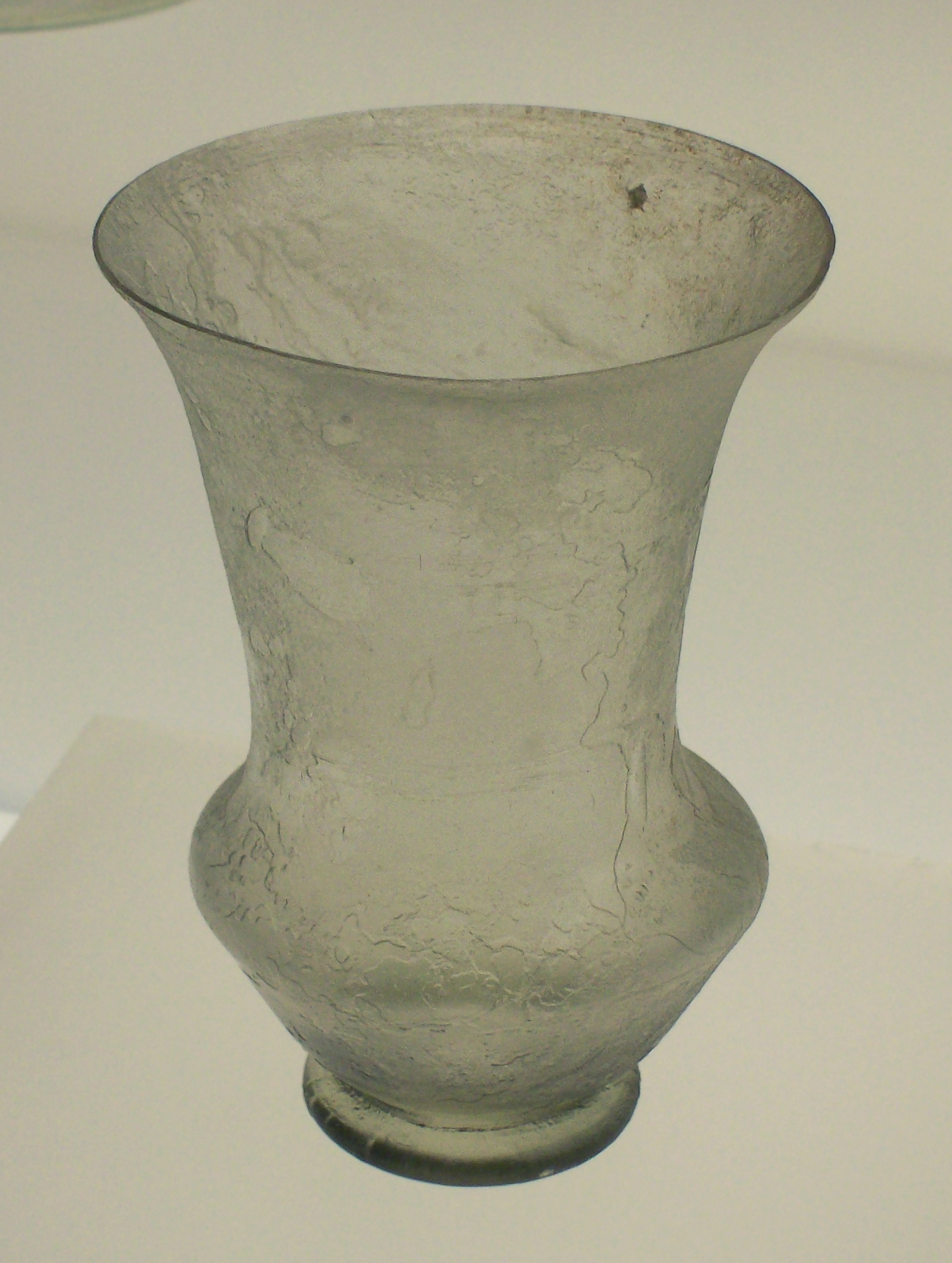
Isings 36b; Römisches Trinkglas

Ina Isings wurde am 5. Februar 1919 in Soest als ältestes von drei Kindern einer streng reformierten Familie geboren. Ihre Eltern waren Johan Herman Isings und Elisabeth Helena Petronella Niesten. Isings besuchte die weiterführende Schule am Baarnsch-Lyzeum, wurde jedoch von ihrem Vater von der Schule genommen, als sie 17 Jahre alt war, bevor sie ihre Prüfungen ablegen konnte. Mit 24 Jahren legte sie schließlich das Staatsexamen ab und zwei Jahre später, als sie bereits 26 Jahre alt war, ging sie nach Utrecht, um Kunstgeschichte und Klassische Archäologie zu studieren. Dort wurde jemand gesucht, der für das Museum Boijmans Van Beuningen in Rotterdam römische Glaswaren inventarisieren und beschreiben könne. Isings meldete sich dafür und obwohl sie keine Erfahrung mit Glas hatte, beschloss sie, sich damit vertraut zu machen. Sie fing an auf dem Gebiet zu forschen und bereiste Anfang der 1950er Jahre viele europäische archäologische Sammlungen, darunter Italien und Deutschland. Sie promovierte am 4. Oktober 1957 mit einer Dissertation über römisches Glas aus datierten Funden. Die von ihr entwickelte Typologie aus 134 verschiedenen Glasformen wurde zur Klassifizierungsgrundlage und wird noch heute verwendet.
Isings wurde als Dozentin an die Universität Utrecht berufen, um in Utrecht Klassische Archäologie, insbesondere das Studium des römischen Glases, zu lehren. Anschließend hielt sie am 13. November 1972 ihre öffentliche Vorlesung unter dem Titel In het glas gekeken. Am 1. Januar 1980 wurde ihre Lehrtätigkeit in eine ordentliche Professur umgewandelt. Sie ging am 1. August 1984 in den Ruhestand, blieb aber ein weiteres Jahr, bis zum 1. September 1985, Honorarprofessorin. Darüber hinaus wurde sie 1961 ehrenamtliche Kuratorin der PUG-Sammlung (Provinciaal Utrechts Genootschap), bestehend aus einer archäologischen Sammlung von rund 15.000 Objekten aus der Provinz Utrecht. Die PUG-Sammlung wurde 1995 an die Gemeinde Utrecht übertragen und im Zentralmuseum in Utrecht untergebracht. Bis ins hohe Alter fuhr sie dreimal pro Woche mit dem Regiotaxi zum Archäologischen Dienst in Utrecht, um in der Bibliothek zu arbeiten.
Im Jahr 2008 wurde ein Dokumentarfilm über ihre Arbeit gedreht, Een Bijzonder Geluk. Ein Jahr später erhielt sie die Silbermedaille der Stadt Utrecht.
Ina Isings blieb unverheiratet und verbrachte ihr Leben in ihrem Elternhaus in Soest. Dort lebte sie 85 Jahre zusammen mit ihrer Schwester Mieke, die autistische Züge hatte. Ihr Verhältnis zueinander war nicht immer gut. Guten Kontakt hatte sie mit ihrem Bruder Hans und seiner Frau. Sie litt unter dem Verlust ihres Bruders und seiner Frau, als diese 2013 innerhalb von zwei Wochen verstorben waren. Ihr Elternhaus wollte sie eigentlich nicht verlassen und lebte dort bis kurz vor ihrem Tod. Ina Isings starb am 3. September 2018 im Alter von 99 Jahren in einem Pflegeheim in Bilthoven.

## Veröffentlichungen (Auswahl)
- Roman glass from dated finds (= Archaeologica traiectina. Band 2). Groningen 1957.
- Some late Roman glass fragments from Rome. Gordon and Breach, New York 1964.
- Roman Glass in Limburg. Wolters-Noordhoff Publishing, Groningen 1971.
- Voorromeins en romeins glas in het Gemeentelijk Oudheidkundig Museum te Heerlen. Gemeentelijk Oudheidkundig Museum, Heerlen 1972.